# Sant Pere (Claret dels Cavallers)
Sant Pere és una església sota el turó del castell (avui enrunat) al nucli de Claret dels Cavallers protegida com a bé cultural d'interès local. Pertanyia als cavallers de l'Orde de Sant Joan de Jerusalem. Presenta una nau rectangular sense absis, amb campanar d'espadanya doble per a dues campanes. Sota d'ell i en el centre de la façana hi ha una petita finestra per on penetra la llum. L'accés és lateral. Està adossada a un grup de cases per l'edifici annexa que fa de sagristia. Està feta amb bonics carreus molt regulars. Actualment el seu accés és una mica complicat.

## Descripció
1. ↑  «Sant Pere de Claret de Cavallers». Inventari del Patrimoni Arquitectònic.   Direcció General del Patrimoni Cultural de la Generalitat de Catalunya. [Consulta: 4 desembre 2015].